# Бенгальский филин
Бенгальский филин (лат. Bubo bengalensis) — вид птиц семейства совиных рода филины, обитающий в Южной Азии.

## Описание
Бенгальский филин достигает размеров в 50—56 см при длине крыла 36—39 см у самцов и 37—42 см у самок. Масса тела взрослой птицы — около 1100 г. Имеет светлое, жёлто-коричневое оперение с чёрными пятнами. На груди множество тёмных продольных полос. Глаза оранжево-красного цвета.

## Распространение
Ареал занимает большую часть индийского субконтинента до западных предгорий Гималаев и включает в себя Пакистан, Индию, Непал и Бирму. Обитает в каменистых и скалистых полупустынях с редкой растительностью, часто селится в манговых плантациях недалеко от людей. Как правило, избегает влажных вечнозелёных лесов и крайне засушливых областей. Высотный ареал достигает примерно 5000 м над уровнем моря.

## Образ жизни
Охотятся ночью, часто летая близко к земле в поисках добычи. Рацион в основном состоит из мелких млекопитающих и птиц, реже рептилий, ракообразных и крупных насекомых. Период размножения длится с февраля по апрель. Гнездится на земле, в неглубокой яме среди скал или под кустами. Откладывает три или четыре яйца. Птенцы вылупляются примерно через 35 дней и зависят от родителей ещё шесть месяцев. При приближении посторонних к гнезду птицы раскрывают крылья чтобы казаться больше или летают вокруг потенциального хищника (в том числе и человека), громко шипя и щёлкая клювом. Иногда, чтобы отвлечь внимание незваного гостя на себя, взрослые птицы симулируют травму крыла. Поведение бенгальского филина является причиной многих суеверий. Обычно появление этих птиц (впрочем как и других сов) считают дурным предзнаменованием. Садящиеся на крышу домов филины, согласно некоторым поверьям, предвещают смерть одного из жильцов. Зарегистрированы случаи ловли, истязания и убийства птиц в ритуальных целях для привлечения богатства, удачи или предсказывания будущего. Всё это привлекает браконьеров. Охота на бенгальского филина в Индии запрещена и его популяции на сегодняшний день ничто не угрожает.